# Hurezani (gmina)
Hurezani – gmina w Rumunii, w okręgu Gorj. Obejmuje miejscowości Busuioci, Hurezani, Pegeni, Plopu i Totea de Hurezani. W 2011 roku liczyła 1613 mieszkańców.